# آفتابگیر (عکاسی)

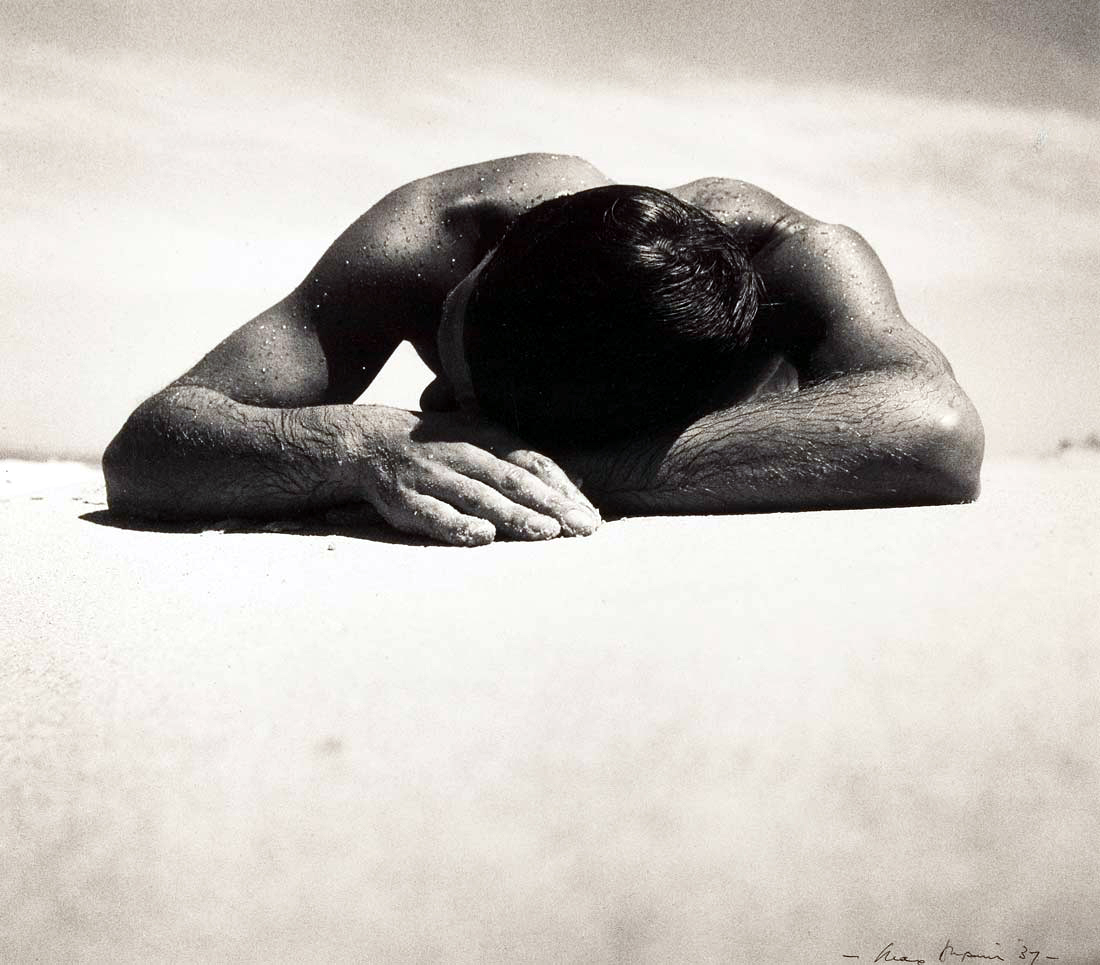
عکس سیاه‌وسفید آفتابگیر، عکاس؛ مکس دوپین

آفتابگیر یک تصویر سیاه‌وسفید مربوط به سال ۱۹۳۷ در ژانر نوگرایی از عکاس مدرنیست استرالیایی مکس دوپین است. این تصویر سر و شانه‌های مردی را نشان می‌دهد که در یک ساحل دراز کشیده و در حال آفتاب گرفتن است. تصویر از زاویه‌ای پایین گرفته شده. این تصویر به عنوان یکی از نمادهای سمبلیک و بیانگر شیوه و روش زندگی استرالیایی توصیف شده‌است و به‌طور قطع، یکی از شناخته‌شده‌ترین عکس‌های استرالیا است.